# 超ハジバム3。ツアー♪♪。〜日本列島 ホール in ワンッ♪ ひとつになろうぜ 2017〜
『超ハジバム3。ツアー♪♪。〜日本列島 ホール in ワンッ♪ ひとつになろうぜ 2017〜』は、ハジ→の5枚目のライブDVDである。

## 概要
- メジャー3rdアルバム『超ハジバム3。』を引っさげて行われたツアー『超ハジバム3。ツアー♪♪。〜日本列島 ホール in ワンッ♪ ひとつになろうぜ 2017〜』から2017年3月20日に中野サンプラザで行われた最終公演の模様を収録。

## 収録映像曲
- ライブ本編

1. for YOU。
2. ワンチャンス☆♪。
3. マヤカシ♀。
4. 踊れジャポネ→ゼ♪♪。
5. 春色。
6. BEER TALK。
7. ふるさと仙台。
8. ずっと。
9. おやじ。
10. 風のたより。
11. 約束。
12. HAZZIE's MUSIC SHOWCASE。
13. 楽器の弾けないミュ→ジシャン♪♪。
14. 逆転満塁ホ→ムラン☆♪。
15. ぱぴぷぺぱーり→。
16. 絆。
17. 君と。
18. EVERY☆BODYww♪♪。
19. Dreamland。 feat. RED RICE (from 湘南乃風), CICO (from BENNIE K)
20. しあわせの定義。
21. おまえに。